# Aliment génétiquement modifié

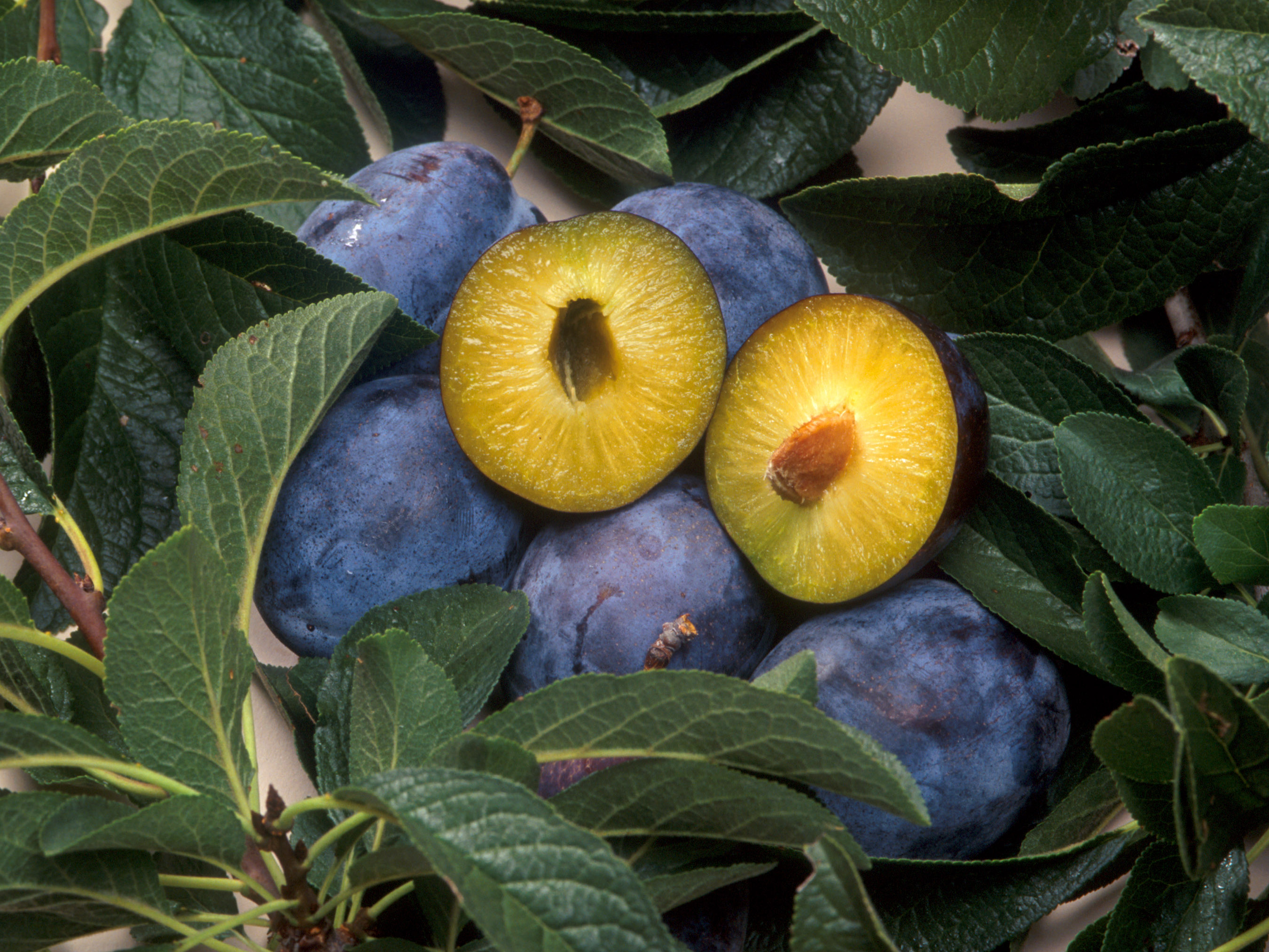
Prune transgénique.

Un aliment génétiquement modifié est un aliment issu d'organismes génétiquement modifiés.
Les aliments génétiquement modifiés sont ceux qui ont été produits à partir d'un organisme génétiquement modifié et qui est incorporé d'un gène d'un autre organisme pour produire les caractéristiques souhaitées. On a actuellement une plus grande présence de la nourriture à partir de plantes transgéniques, comme le maïs ou le soja.

## Processus
La création d'aliments génétiquement modifiés est un processus en plusieurs étapes. La première consiste à identifier un gène utile provenant d'un autre organisme que l'on souhaite ajouter. Le gène peut être prélevé à partir d'une cellule ou synthétisé artificiellement , puis combiné à d'autres éléments génétiques, y compris une région promotrice et terminatrice ainsi qu'un marqueur de sélection. Ensuite, les éléments génétiques sont insérés dans le génome cible. En général, l'ADN est inséré dans les cellules animales à l'aide de la micro-injection , où il peut être injecté à travers l'enveloppe nucléaire directement dans le noyau, ou à l'aide de vecteurs viraux. Dans les plantes, l'ADN est souvent inséré en utilisant la recombinaison médiée par Agrobacterium,, les biolistiques ou l'électroporation. Comme une seule cellule est transformée avec du matériel génétique, l'organisme doit être régénéré à partir de cette cellule unique. Dans les plantes, cela se fait par culture de tissus,, tandis que chez les animaux, il est nécessaire de s'assurer que l'ADN inséré est présent dans les cellules souches embryonnaires. Des tests supplémentaires utilisant la PCR, l'hybridation Southern et le séquençage de l'ADN sont effectués pour confirmer qu'un organisme contient le nouveau gène.